# 高橋信康
高橋 信康 (たかはし のぶやす、1967年<昭和42年>11月29日 - )は、日本の俳優。
東京都江戸川区出身。オフィスアメイズ所属。

## 略歴
明治大学文学部演劇学専攻在学中に俳優活動を開始。小劇団を中心に活動。
2010年、フランス演劇クレアシオンの代表、岡田正子を師事、演劇メソッドのひとつ、ベラ・レーヌ・システムを学ぶ。
2018年よりオフィスアメイズ所属。2022年には俳優ユニット、小浅千(こせんち)を結成。

## 出演

### ドラマ
・初恋、ざらり 第2話 (2023年、テレビ東京) 白井 役
・ハコビヤ 第1話 (2024年、テレビ東京) 大家 役
・君が獣になる前に 第9話 (2024年、テレビ東京) 管理人 役

### WEBドラマ
・「また、いつかどこかで」 (2023年 私。組、日向寺雅人　監督) 幸男 役
・Naokiman HORROR SHOW 「オンタキサン」 (2023年、DMM TV) コバヤシ 役
・「ZA Production」第2話 (2024年、Rakufilm) 池松監督 役
・「君を駆ける」 (2025年、UniReel) マスター 役

### MV
・ハンブレッダーズ 「フィードバックを鳴らして」 (2025年) 先生 役

### 映画
・とあるふたり (2024年、八木涼花　監督) 後藤 役

### 舞台
【 トランジスタone 】
　・「エキスポ」(2010年、作　中島敦彦　演出　水野大助)
　・「U-ru ウル」 (2011年、作・演出　水野大助)
　・「トラone✖CHUBBY」 (2011年、作・演出　水野大助)
　・「もう一度、もう二度と。」 (2012年、作・演出　廣瀬正仁)

【 フランス演劇クレアシオン 】
　・「私は太田、広島の川」(2015年、2018年、作 ジャン・ポール・アレーグル　訳・演出 岡田正子)
【 劇団つばめ組 】
　・「ジャン・ジロドゥの思い出」 (2018年、作 ジャン・ジロドゥ 訳 安堂信也 演出 仲条裕)

### CM
・明治安田生命 「明治安田生命 on X」 (2023年)
・S&B 「町中華」 (2024年)
・ガスワン 「記者発表」 (2025年)